# فرودگاه گروم گروم
فرودگاه گروم گروم (به انگلیسی: Gorom Gorom Airport) یک فرودگاه با کد یاتا XGG است . این فرودگاه در شهر گروم گروم کشور بورکینافاسو قرار دارد .